# Бильгади
Бильгади́ (азерб. Билһәди) — село в Дербентском районе Республики Дагестан. Входит в состав сельского поселения «Чинарский сельсовет».

## Географическое положение
Населённый пункт расположен у подножья горы Барафтау, в 17 км к северо-западу от города Дербент и в 8 км к западу от железнодорожной станции Дагестанские Огни, на границе с Табасаранским районом.

## История
Село образовалось в 1928 году путём переселения жителей села Старый Бильгади на новое место. Старое село находилось в 5 км выше нового села.

## Население
| 1895 | 1926 | 1939 | 1970 | 1989 | 2002 | 2010 |
| ---- | ---- | ---- | ---- | ---- | ---- | ---- |
| 249  | ↘176 | ↗322 | ↗341 | ↘335 | ↗609 | ↗635 |
| 2021 |      |      |      |      |      |      |
| ↘579 |      |      |      |      |      |      |

Национальный состав
По результатам Всероссийской переписи населения 2021 года:
| Народ         | Численность, чел. | Доля от всего населения, % |
| ------------- | ----------------- | -------------------------- |
| азербайджанцы | 570               | 98,45%                     |
| другие        | 9                 | 1,55 %                     |
| всего         | 579               | 100 %                      |

По официальной статистике основным населением села считаются азербайджанцы. При этом, ряд источников приводит сведения о том, что на самом деле село населяют таты-мусульмане, перешедшие в общение между собой на азербайджанский язык и часто сами считающие себя  азербайджанцами. По статистическим сборникам за 1869 и 1895 года, село населяли таты (мусульмане), говорившие на татском языке («язык татъ»). 
Сейчас, Бильгади населяют азербайджанцы, исповедующие ислам суннитского толка.

## Хозяйство
- МУП "Агрофирма «Бильгади».

## Достопримечательности
- Бильгадинское укрепление. В 2 км от села сохранились остатки земляного укрепления Иран-Хараба, приписываемого Надир-шаху.
- Бильгадинский курган. На отроге горы, близ села, находится большой курган. Здесь был вскрыт каменный ящик с расчлененным погребением.

## Образование
- Бильгадинская основная школа им. Гусейнова С. И.

## Известные уроженцы
- Кунакбек (Гонагбек) — известный поэт-ашуг.[16]